# Koshigaya
Koshigaya (japanska: 越谷市?, Koshigaya-shi) är en stad i Saitama prefektur i Japan. Den ingår i Tokyos storstadsområde och har cirka 330 000 invånare.
Koshigaya fick stadsrättigheter 3 november 1958. och har sedan 2015
status som kärnstad (japanska: 中核市?, Chūkakushi) enligt lagen om lokalt självstyre.
Staden ligger längs floden Motoarakawa, cirka 30 kilometer från Tokyo. Koshigaya är känt för tillverkning av daruma, som är en japansk docka föreställande Bodhidharma. Bunkyouniversitet ligger i Koshigaya. Staden är vänort med staden Campbelltown i New South Wales i Australien.